# Тет
 Тази статия е за града в Унгария.  За реката във Франция вижте Тет (река).  
Тет (на унгарски: Tét) е град в област Дьор-Мошон-Шопрон, северозападна Унгария. Населението му е 4097 души (по приблизителна оценка за януари 2018 г.).
Разположен е на 129 m в Среднодунавската низина, на 21 km югозападно от Дьор и на 72 km източно от Шопрон. Споменава се за пръв път през 1269 година в дарително писмо на крал Бела IV.